# Patrick Brammall
Patrick Brammall, född den 30 mars 1976 i Canberra, Australien, är en australiensisk skådespelare och manusförfattare.

## Biografi
Brammall föddes 1976 i Canberra, Australien. Brammall föddes med Prune belly-syndromet, ett ovanlig medfött tillstånd som bland annat innebär att bukmuskulaturen är försvagad eller helt saknas. På grund av det genomgick han i unga år omfattande medicinska ingrepp för att återställa bukmuskulaturen.
Bramall gifte sig 2013 med Samantha Nield, som han träffat vid inspelningen av TV-serien The Alice några år tidigare. Paret skilde sig 2017. Bramall gifte sig med skådespelerskan Harriet Dyer 2021. Paret adopterade ett barn tillsammans samma år.

## Filmografi (i urval)[6]
- 2004–2006 – The Alice (TV-serie)
- 2008 – Canal Road (TV-serie)
- 2010 – Griff the Invisible
- 2012 – The Strange Calls (TV-serie)
- 2012 – A Moody Christmas (TV-serie)
- 2013 – The Elegant Gentleman's Guide to Knife Fighting (TV-serie)
- 2013–2016 – Upper Middle Bogan (TV-serie)
- 2014 – The Little Death
- 2015 – Ruben Guthrie
- 2016 – New Girl (TV-serie)
- 2017 – Fun Mom Dinner
- 2018 – Overlord
- 2022 – Två singlar och Colin (TV-serie)[7]